# امیر یورنتاش
امیر یورنتاش در زمان سلطان ملکشاه سلجوقی، از سپاهیان بود. وی الموت و رودبار را به عنوان اقطاع از سلطان دریافت کرده بود. پس از تصرف قلعه به دستور حسن صباح و به وسیلهٔ اسماعیلیان، امیر یورنتاش به قلعه حمله کرد اما به دلیل مقاومت‌های شدید و بسیار آنان موفق به تصرف قلعه نشد. وی با وجود حمله‌های پی در پی به الموت کاری از پیش نبرد و به کشاورزان و مردم عادی که در اطراف قلعه زندگی می‌کردند، حمله برد و باعث قتل و غارت بسیاری شد. هنگامی که سلطان متوجه شد یورنتاش شکست خورده‌است، مسئولیت کار را به ارسلان تاش سپرد و او را در سال ۴۸۵ هجری قمری به الموت فرستاد.